# Helisa pi

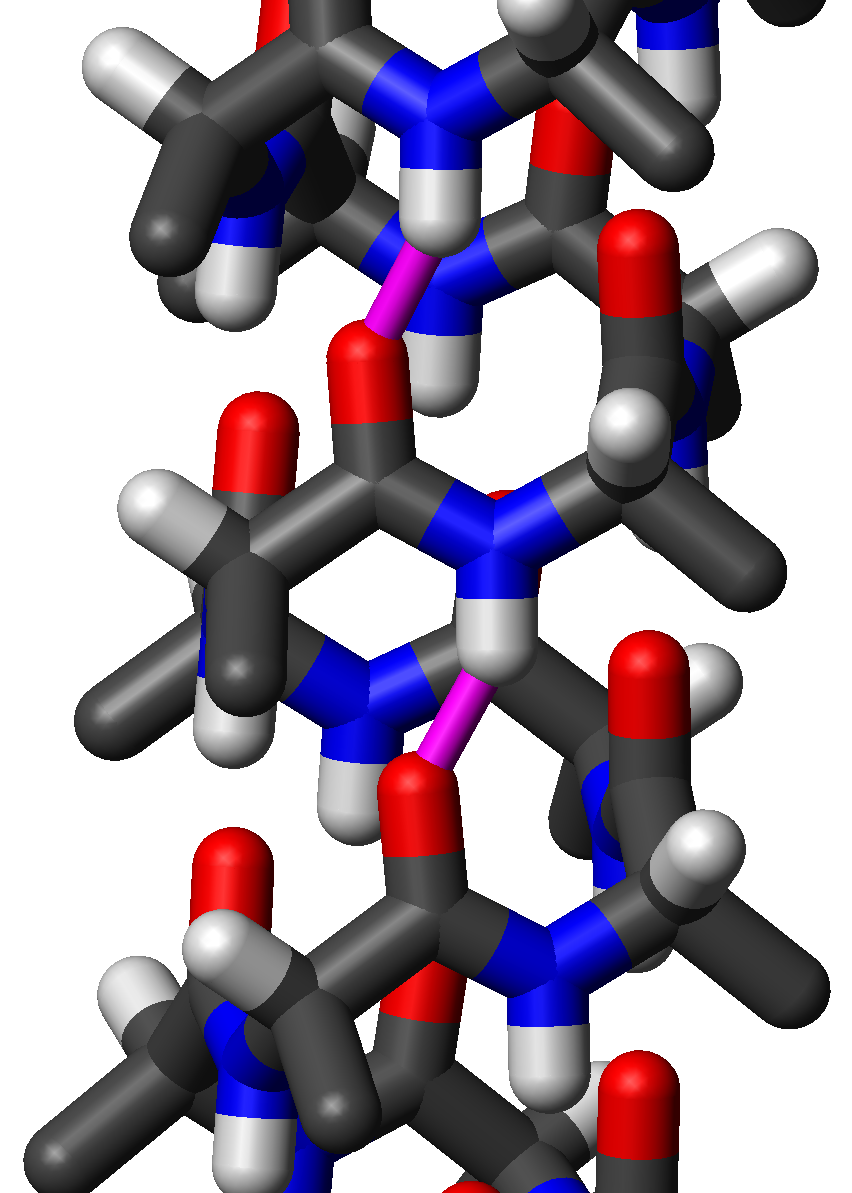
Widok boczny helisy pi utworzonej przez reszty L-alaniny. Dwa wiązania wodorowe definiujące strukturę są przedstawione na różowo

Helisa pi (helisa π, helisa 4.416) – rodzaj struktury drugorzędowej występujący w białkach i peptydach. Została zaproponowana na początku lat 50. XX wieku. Charakteryzuje się występowaniem wiązań wodorowych pomiędzy resztami aminokwasowymi {\displaystyle i} oraz {\displaystyle i+5} w strukturze, w przeciwieństwie do alfa helisy, w której wiązania występują między resztami {\displaystyle i} oraz {\displaystyle i+4}.

## Stabilność
Stabilność helisy pi może być niższa, niż helisy alfa, ze względu na trzy główne czynniki: kąty dwuścienne pierwotnie postulowane dla helisy π znajdują się na granicy obszaru stabilności na wykresie Ramachandrana; odległość między łańcuchami znajdującymi się na przeciwległych ścianach helisy wyklucza występowanie stabilizujących oddziaływań van der Waalsa; struktura opiera się na odpowiednim ułożeniu czterech reszt aminokwasów w przestrzeni, by uzyskać stabilizujące wiązanie wodorowe między resztami {\displaystyle i} oraz {\displaystyle i+5}.
Z drugiej strony łańcuchy boczne reszt aminokwasowych znajdują się bliżej siebie niż w przypadku helisy alfa lub 310, więc – jeśli występuje oddziaływanie między grupami bocznymi (oddziaływania van der Waalsa, oddziaływania warstwowe, oddziaływania elektrostatyczne) – to wpływ energetyczny tych oddziaływań może stabilizować helisę π.

## Występowanie w strukturach eksperymentalnych
Do ok. 2002 roku helisa π była uznawana za niestabilną i rzadką, lecz późniejsze badania wykazały, że nawet 11% białek (104 z 936 białek zawartych w bazie Protein Data Bank) może zawierać fragmenty ustrukturyzowane w helisę π. Te same badania wskazują jednak, że fragmenty te stanowią niewielki odsetek struktury białka, gdyż jedynie 0,3% reszt aminokwasowych tych białek jest zaangażowanych w tworzenie helisy pi.
Poniżej wymieniono niektóre przykłady związków zawierających strukturę helisy π:
- poli(asparaginian β-fenetylu) w temperaturze powyżej 140 °C – przejście fazowe z helisy α w helisę π zaobserwowane po raz pierwszy w 1982 roku[5],
- katalaza wyekstrahowana z grzyba gatunku Penicillium vitale[6] – pierwszy przykład (z 1985) zaobserwowania helisy π w białku[7], ponad 30 lat po pracach teoretycznych postulujących jej istnienie,
- okolice miejsca aktywnego B enzymu fumarazy C wyekstrahowanego z bakterii Escherichia coli[8],
- bakteryjny homolog transportera Na+
/Cl−
-zależnego neuroprzekaźnika – zawiera osiem fragmentów złożonych w helisę π[9].

## Znaczenie
Helisa π może powstawać w wyniku mutacji prowadzącej do dodania jednej reszty aminokwasowej do struktury helisy α. Negatywny wpływ destabilizacji struktury jest w związkach występujących w przyrodzie równoważony zyskami funkcjonalnymi białka – badania pokazują, że struktura helisy π występuje częściej w pobliżu miejsc aktywnych w białkach.